# Frank Herfort
Frank Herfort (* 1979 in Leipzig) ist ein deutscher Fotograf.

## Leben
Frank Herfort studierte an der Hochschule für bildende Künste Hamburg Kunst und visuelle Kommunikation. Herforts fotografischer Schwerpunkt liegt auf Architektur, Räume, Interieur und Menschen. Er lebt und arbeitet in Berlin und Moskau. Seine Bilder aus unterschiedlichen, oft entlegenen Teilen Russlands thematisieren neben Alltagssituationen auch die gealterte Ästhetik der wuchtigen Architektur aus der Zeit der Sowjetunion. Herforts Bilder werden international seit dem Jahr 2000 gezeigt. Seine Bilder wurden seither in über 40 Ausstellungen gezeigt, darunter dem renommierten Fotofestiwal Łódź in Polen. Herfort fotografiert für internationale Magazine und Unternehmen. Herfort erhielt diverse Fotopreise und war auch Finalist bei den Hasselblad Masters Awards.

## Publikationen
- Moskau, Phaidon, Berlin 2008, ISBN 978-0-7148-5886-9.
- Imperial pomp: post soviet high rise, Kerber Verlag, Bielefeld 2013, ISBN 978-3-86678-798-8.
- Russian fairytales, Kerber Verlag, Bielefeld 2020, ISBN 978-3-7356-0686-0.
- CCCP Underground: Metro Stations of the Soviet Era, Benteli, 2021, ISBN 978-3-7165-1863-2.